# Auguste Lippens

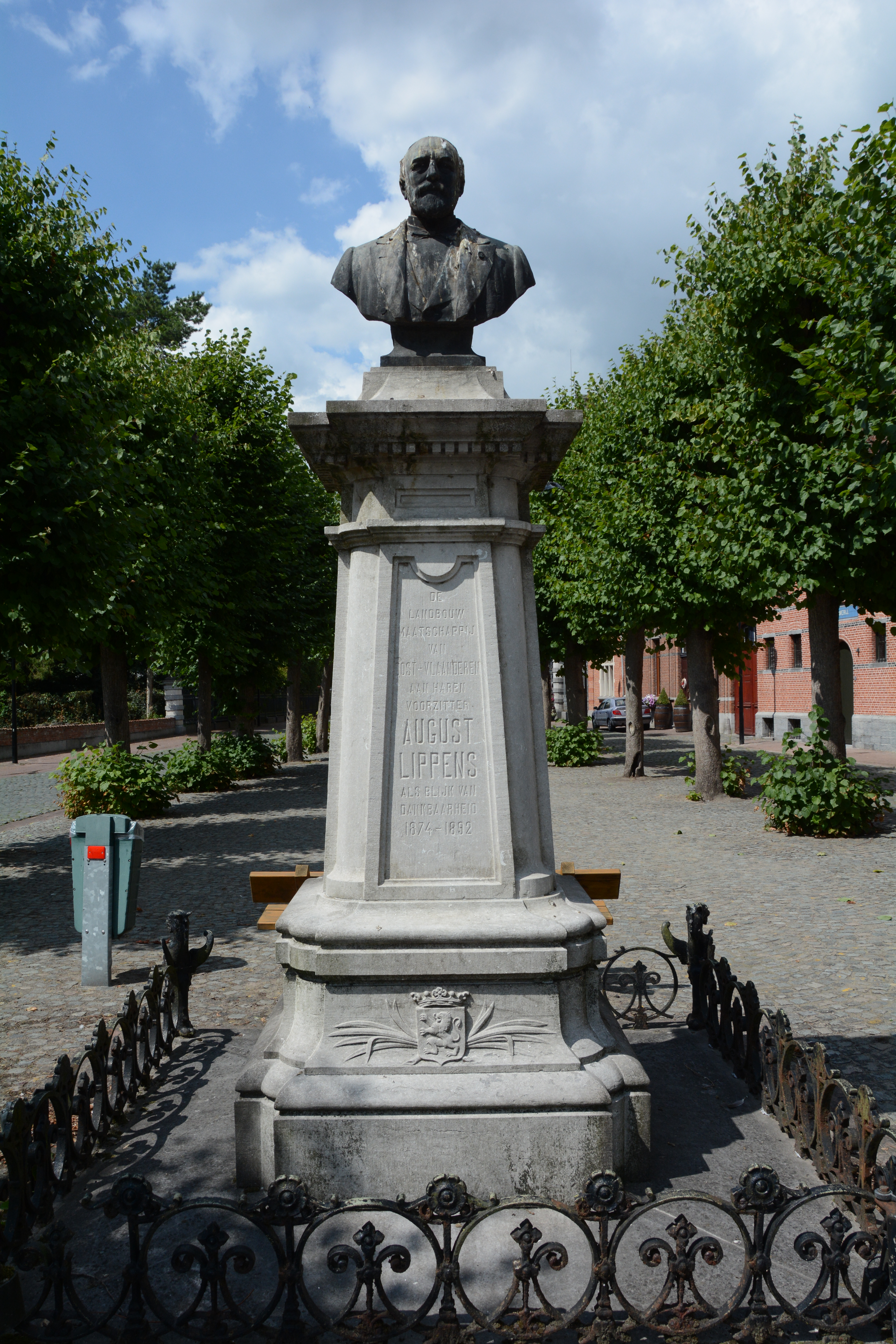
Het borstbeeld van Auguste Lippens in het centrum van Moerbeke.

Auguste Marie Lippens (Gent, 7 november 1818 - aldaar, 11 maart 1892) was een Belgisch volksvertegenwoordiger, senator en burgemeester.

## Biografie

### Familie
Auguste Lippens was een telg uit de familie Lippens. Hij was een zoon van Philippe Lippens en Victoire de Naeyer. Zijn vader was griffier en vervolgens lid van de Provinciale Staten en provincieraadslid van Oost-Vlaanderen.
Hij trouwde in 1843 in Aken met Marie-Thérèse Kuetgens (1824-1862). Ze kregen drie zoons en een dochter.
- Hippolyte Lippens (1847-1906), advocaat, industrieel, burgemeester van Gent, volksvertegenwoordiger en senator, trouwde in 1873 in Gent met Louise de Kerchove de Denterghem (1847-1906), dochter van graaf Charles de Kerchove de Denterghem, burgemeester van Gent, provincieraadslid van Oost-Vlaanderen, volksvertegenwoordiger en senator. Ze kregen drie zoons en een dochter, onder wie graaf Maurice Lippens en Paul Lippens, met afstammelingen tot heden.
- Marie Lippens (1850-1918), trouwde in 1870 in Gent met graaf Oswald de Kerchove de Denterghem (zie eerder). Ze kregen twee zoons en drie dochters, onder wie Marthe de Kerchove de Denterghem en graaf André de Kerchove de Denterghem, met afstammelingen tot heden. Ze waren de schoonouders van graaf Alexandre de Hemptinne en baron Pol-Clovis Boël.

Hij was een schoonbroer van Hippolyte de Kerchove, die hem als burgemeester van Moerbeke-Waas opvolgde.

### Loopbaan
Lippens was provincieraadslid van Oost-Vlaanderen. Hij werd gemeenteraadslid van Moerbeke-Waas in 1846 en was burgemeester van de gemeente van 1847 tot 1892. 
Bij de wetgevende verkiezingen van 1861 was hij liberaal kandidaat in het arrondissement Gent maar raakte niet verkozen. In 1864 werd hij wel verkozen tot liberaal volksvertegenwoordiger voor het arrondissement Gent en vervulde dit mandaat tot in 1870. Hij werd opnieuw volksvertegenwoordiger van 1878 tot 1882. In 1882 werd hij verkozen tot senator voor het arrondissement Gent en bleef dit tot in 1884.